# 福格特施泰特
福格特施泰特（德語：Voigtstedt，發音：[ˈfoːktʃtɛt]）是德国图林根州基夫霍伊瑟县曾经的一个市镇，面积11.48平方千米，2017年12月31日人口为877人。2019年1月1日，福格特施泰特与市镇海根多夫并入市镇阿尔滕。